# Định lý bất biến của miền xác định
Định lý bất biến miền (Invariance of domain) còn có tên gọi là Định lý Brouwer về tính bất biến của miền (domain), được chứng minh bởi nhà toán học Luitzen Egbertus Jan Brouwer (1881-1966) vào năm 1912. Định lý này được phát biểu cho không gian {\displaystyle \mathbb {R} ^{n}} với tôpô Euclid (hiện nay đã có phát biểu cho các không gian khác). Từ "miền" (domain) (với nghĩa hiện nay không phổ biến) chỉ tập mở.

## Phát biểu
- Cho tập hợp {\displaystyle U} là tập mở trong không gian {\displaystyle \mathbb {R} ^{n}} (với tôpô Euclid) và {\displaystyle f:U\rightarrow \mathbb {R} ^{n}} là một đơn ánh liên tục. Khi đó {\displaystyle f(U)} cũng mở trong  {\displaystyle \mathbb {R} ^{n}}.

## Chứng minh
Chứng minh dưới đây là chứng minh phổ biến của hiện nay, tuy vậy đây không phải mà chứng minh của Brouwer. Mọi chứng minh cho đến hiện tại của định lý này ít nhiều đều phải nhờ đến các kết quả của tôpô đại số.
Cho  {\displaystyle U} là tập mở. Với mỗi {\displaystyle x\in U}, có một quả cầu đóng {\displaystyle B'^{n}} tâm {\displaystyle x} sao cho {\displaystyle B'^{n}\subset U}, có biên là {\displaystyle \partial B'^{n}} và phần trong là {\displaystyle B^{n}}. Ta sẽ chứng minh rằng {\displaystyle f\left(B^{n}\right)} mở trong {\displaystyle \mathbb {R} ^{n}}, suy ra {\displaystyle f\left(U\right)} mở trong {\displaystyle \mathbb {R} ^{n}}.
Tuy vậy, do có một sự "gần giống nhau" giữa {\displaystyle \mathbb {R} ^{n}} và {\displaystyle S^{n}}, cùng với việc nhiều kết quả đã đạt được đối với mặt cầu {\displaystyle S^{n}}, nên người ta thay việc chứng minh đối với {\displaystyle f:U\rightarrow \mathbb {R} ^{n}} thành việc chứng minh đối với {\displaystyle f:U\rightarrow S^{n}}. Các mệnh đề về compắc hóa dưới đây cho thấy sự "gần giống nhau" đó. Chứng minh các mệnh đề này có thể xem trong [1].
Mệnh đề. Compắc hóa Alexandroff của một không gian Hausdorff compắc địa phương thì Hausdorff.
Do đó các compắc hóa Alexandroff của {\displaystyle \mathbb {R} ^{n}} và {\displaystyle S^{n}\backslash \left\{x\right\},\;x\in S^{n}} đều Hausdorff.
Mệnh đề. Nếu {\displaystyle X} đồng phôi với {\displaystyle Y} thì compắc hóa một-điểm Hausdorff (Hausdorff one-point compactification) của {\displaystyle X} đồng phôi với compắc hóa một-điểm Hausdorff của {\displaystyle Y}.
 Do đó vì {\displaystyle \mathbb {R} ^{n}\cong S^{n}\backslash \left\{a\right\}}, nên với {\displaystyle \mathbb {R} ^{n}\cup \left\{\infty \right\}} và {\displaystyle S^{n}} lần lượt là các compắc hóa một-điểm Hausdorff của {\displaystyle \mathbb {R} ^{n}} và {\displaystyle S^{n}\backslash \left\{a\right\}}, ta có {\displaystyle \mathbb {R} ^{n}\cup \left\{\infty \right\}\cong S^{n}}.
 Với {\displaystyle i:\mathbb {R} ^{n}\hookrightarrow \mathbb {R} ^{n}\cup \left\{\infty \right\}} là ánh xạ chứa trong. Ta lưu ý rằng cách xây dựng compắc hóa Alexandroff {\displaystyle X\cup \left\{\infty \right\}} của {\displaystyle X} cho thấy mọi tập mở trong {\displaystyle X} vẫn mở trong {\displaystyle X\cup \left\{\infty \right\}}, tức {\displaystyle i} là ánh xạ mở. Nên với {\displaystyle U\subset \mathbb {R} ^{n}}, {\displaystyle f\left(U\right)} mở trong {\displaystyle \mathbb {R} ^{n}} {\displaystyle \Leftrightarrow } {\displaystyle i\left(f\left(U\right)\right)=f\left(U\right)} mở trong {\displaystyle \mathbb {R} ^{n}\cup \left\{\infty \right\}} {\displaystyle \Leftrightarrow } {\displaystyle \varphi \left(f\left(U\right)\right)} mở trong {\displaystyle S^{n}}.
 Ta thấy {\displaystyle \varphi \circ i\circ f} là một đơn ánh, nên nếu với mọi {\displaystyle g:U\rightarrow S^{n}} là đơn ánh liên tục, ta chứng minh được {\displaystyle g\left(U\right)} mở trong {\displaystyle S^{n}} thì định lý bất biến miền được chứng minh.
Định lý. Cho {\displaystyle U} là một tập mở trong {\displaystyle \mathbb {R} ^{n}} và {\displaystyle g:U\rightarrow S^{n}} là đơn ánh liên tục. Khi đó {\displaystyle g\left(U\right)} cũng mở trong {\displaystyle S^{n}}.
Chứng minh. Với mỗi {\displaystyle x\in U}, có một quả cầu đóng {\displaystyle B'^{n}} tâm {\displaystyle x} sao cho {\displaystyle B'^{n}\subset U}, có biên là {\displaystyle \partial B'^{n}} và phần trong là {\displaystyle B^{n}}. Ta sẽ chứng minh {\displaystyle g\left(B^{n}\right)} mở trong {\displaystyle S^{n}}. Chứng minh này cần kết quả quan trọng sau (chứng minh mệnh đề sau đây khá dài, ta có thể xem trong [2]).
Mệnh đề. Cho {\displaystyle h:B'^{n}\rightarrow S^{k}} là một ánh xạ liên tục sao cho {\displaystyle h\left(B'^{n}\right)\cong B'^{n}}. Khi đó {\displaystyle H_{0}\left(S^{k}\backslash h\left(B'^{n}\right)\right)\cong \mathbb {Z} }. (Tổng quát của mệnh đề này là, cho {\displaystyle h:B'^{n}\rightarrow S^{k}} là một ánh xạ liên tục sao cho {\displaystyle h\left(B'^{n}\right)\cong B'^{n}}, khi đó {\displaystyle {\widetilde {H}}_{i}\left(S^{k}\backslash h\left(B'^{n}\right)\right)=0}, {\displaystyle \forall i}, với {\displaystyle {\widetilde {H}}_{i}\left(X\right)} là nhóm đồng điều rút gọn (reduced simplicial homology group) thứ {\displaystyle i} của {\displaystyle X}. Định lý này có tên là định lý phân chia Jordan - Brouwer, xem trong [2] hoặc [3]).
Áp dụng cho {\displaystyle g}. Do {\displaystyle g:U\rightarrow S^{n}} là đơn ánh liên tục, {\displaystyle B'^{n}} compắc và {\displaystyle S^{n}} Hausdorff nên {\displaystyle g} là một đồng phôi từ {\displaystyle B'^{n}} sang {\displaystyle g\left(B'^{n}\right)}, ta có {\displaystyle g\left(B'^{n}\right)\cong B'^{n}}. Suy ra theo mệnh đề trên, ta có {\displaystyle H_{0}\left(S^{n}\backslash g\left(B'^{n}\right)\right)\cong \mathbb {Z} }. Ta có {\displaystyle S^{n}\backslash g\left(B'^{n}\right)} là liên thông đường, bên cạnh đó {\displaystyle g\left(B^{n}\right)} cũng liên thông đường do {\displaystyle B^{n}} liên thông đường. Vậy nên {\displaystyle g\left(\partial B'^{n}\right)} chia {\displaystyle S^{n}} thành 2 thành phần liên thông đường rời nhau {\displaystyle S^{n}\backslash g\left(B'^{n}\right)} và {\displaystyle g\left(B^{n}\right)}. Do {\displaystyle \partial B'^{n}} là compắc nên {\displaystyle g\left(\partial B'^{n}\right)} cũng compắc, suy ra {\displaystyle g\left(\partial B'^{n}\right)} đóng trong {\displaystyle S^{n}} (do  {\displaystyle S^{n}} Hausdorff). Suy ra
{\displaystyle S^{n}\backslash g\left(\partial B'^{n}\right)=S^{n}\backslash g\left(B'^{n}\right)\cup g\left(B^{n}\right)}
mở trong {\displaystyle S^{n}}. Do đó hai thành phần liên thông đường {\displaystyle S^{n}\backslash g\left(B'^{n}\right)} và {\displaystyle g\left(B^{n}\right)} cũng là hai thành phần liên thông của {\displaystyle S^{n}\backslash g\left(\partial B'^{n}\right)}. Vậy nên chúng đều mở trong {\displaystyle S^{n}\backslash g\left(\partial B'^{n}\right)}, nói riêng {\displaystyle g\left(B^{n}\right)} mở trong {\displaystyle S^{n}\backslash g\left(\partial B'^{n}\right)}, do đó {\displaystyle g\left(B^{n}\right)} mở trong S^{n}. Ta có đpcm.

## Hệ quả
{\displaystyle \mathbb {R} ^{m}} và {\displaystyle \mathbb {R} ^{n}} đồng phôi thì {\displaystyle m} phải bằng {\displaystyle n}.
Chứng minh. Giả sử có đồng phôi {\displaystyle f:\mathbb {R} ^{m}\rightarrow \mathbb {R} ^{n}} và {\displaystyle m>n}. Khi đó với mọi tập mở {\displaystyle U\subset \mathbb {R} ^{m}} ta có {\displaystyle f\left(U\right)} mở trong {\displaystyle \mathbb {R} ^{n}}. Do {\displaystyle m>n}, xét ánh xạ chứa trong {\displaystyle i:\mathbb {R} ^{n}\rightarrow \mathbb {R} ^{m}}, ta thấy các phần tử của {\displaystyle i\left(f\left(U\right)\right)} sẽ được viết dưới dạng {\displaystyle \left(x_{1},x_{2},...,x_{n},0,0\right)\in \mathbb {R} ^{m}}. Mặt khác do {\displaystyle i} là một đơn ánh liên tục nên {\displaystyle i\left(f\left(U\right)\right)}, theo định lý bất biến miền, phải mở trong {\displaystyle \mathbb {R} ^{m}}, điều này là không thể bởi {\displaystyle \left(x_{1},x_{2},...,x_{n},0,0\right)\in i\left(f\left(U\right)\right)} không có lân cận mở nào trong {\displaystyle \mathbb {R} ^{m}} chứa trong {\displaystyle i\left(f\left(U\right)\right)}. Vậy {\displaystyle m\leq n}.
Làm ngược lại với {\displaystyle f^{-1}:\mathbb {R} ^{n}\rightarrow \mathbb {R} ^{m}}, ta có {\displaystyle n\leq m}. Vậy {\displaystyle m} và {\displaystyle n} phải bằng nhau.
Định lý này có thể chứng minh ngắn gọn bằng cách dùng kết quả về các nhóm đồng điều {\displaystyle H_{m}(S^{n})}.
Ý nghĩa trực quan. Định lý này cho thấy nếu xem phép đồng phôi, một cách trực quan, là phép co bóp kéo giãn mà không cắt hay dán, thì ta không thể kéo hay co bóp một "đường thẳng" {\displaystyle \mathbb {R} }, mặt phẳng  {\displaystyle \mathbb {R} ^{2}} hay cả không gian  {\displaystyle \mathbb {R} ^{3}} thành hai thứ còn lại.